# Pădurea Studinița
Pădurea Studinița este o arie protejată (arie specială de conservare — SAC, sit de importanță comunitară — SCI) din România, desemnată în scopul protejării biodiversității și menținerii într-o stare de conservare favorabilă a florei spontane și faunei sălbatice, precum și a habitatelor naturale de interes comunitar aflate în arealul zonei de protecție. Aceasta este situată în Oltenia, pe teritoriul județului Olt.

## Localizare
Aria naturală se află în partea central-sudică a județului Olt, pe teritoriul administrativ al comunei Studina  (în vestul satului Studinița, în imediata apropiere de drumul național DN54, care leagă municipiul Caracal de orașul Corabia.

## Înființare
Pădurea Studinița a fost declarată sit de importanță comunitară prin Ordinul Ministerului Mediului și Dezvoltării Durabile Nr.1964 din 13 decembrie 2007 (privind instituirea regimului de arie naturală protejată a siturilor de importanță comunitară, ca parte integrantă a rețelei ecologice europene Natura 2000 în România) și se întinde pe o suprafață de 66,4 hectare. Situl a fost protejat și ca arie specială de conservare în mai 2022.

## Biodiversitate
Situl reprezintă o suprafață împădurită încadrată în bioregiune continentală) aflată în Câmpul Leu-Rotunda din Câmpia Caracalului (subunitate geomorfologică a Câmpiei Romanațiului); ce conservă habitate naturale de tip: Tufărișuri de foioase ponto-sarmatice și Vegetație forestieră ponto-sarmatică cu stejar pufos și protejază un arboret de stejar din specia Quercus pubescens (stejar pufos, cu vârste ce depășesc 100 de ani), care vegetează în asociere cu arbori de salcâm (Robinia pseudoacacia).
La baza desemnării sitului se află croitorul mare al stejarului (Cerambyx cerdo), o specie de coleopter ocrotită la nivel european și aflată pe lista roșie a IUCN.

## Căi de acces
- Drumul național DN54 pe ruta: Caracal - Comanca - Deveselu - Vlădila - Studinița.

## Monumente și atracții turistice
În vecinătatea sitului se află numeroase obiective de interes istoric, cultural și turistic; astfel:

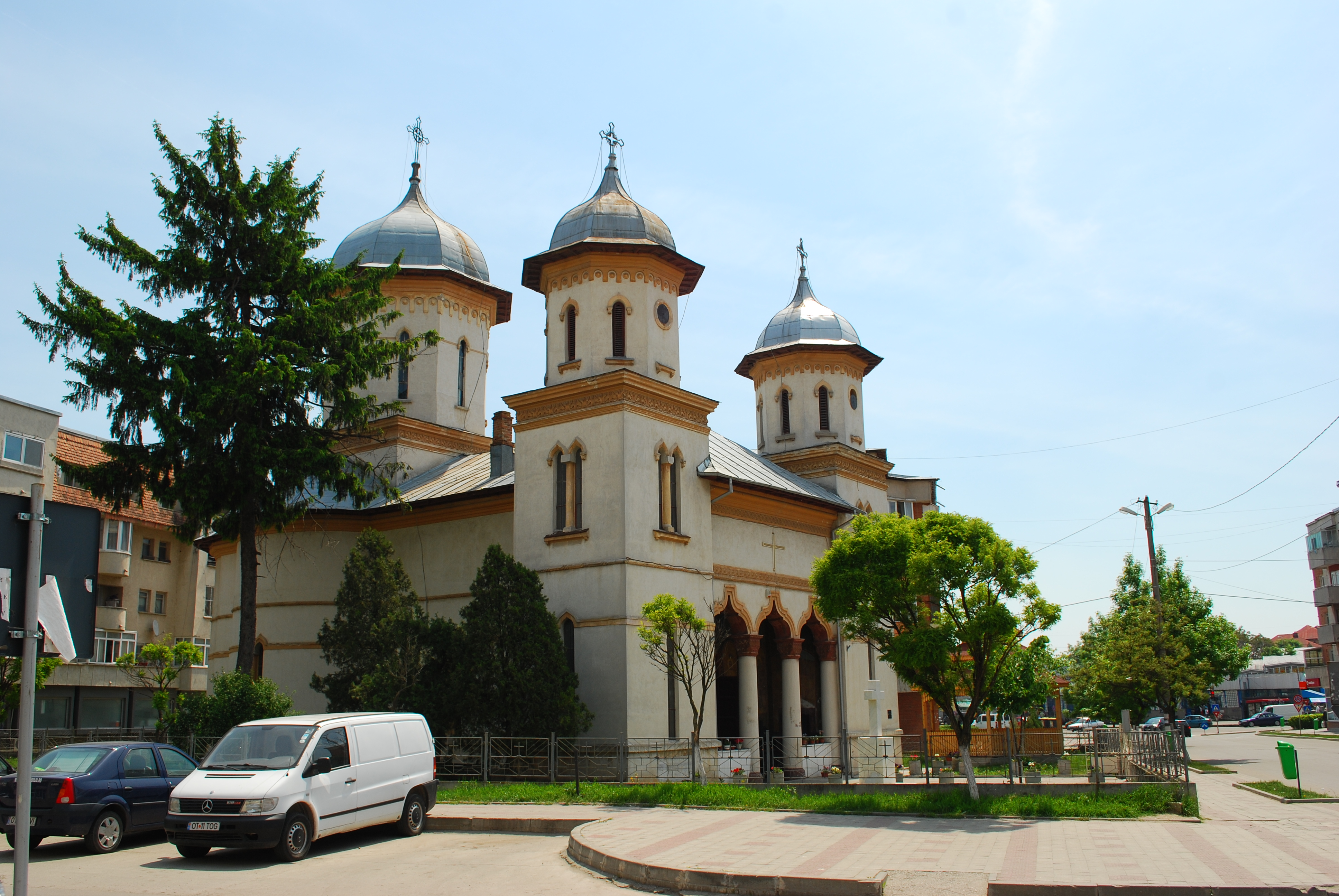
Biserica "Adormirea Maicii Domnului" din Caracal

- Biserica "Adormirea Maicii Domnului" din satul Studina, construcție 1896, monument istoric.
- Biserica "Intrarea în biserică a Maicii Domnului" a fostei Curți Domnești din Caracal, construcție 1817, 1890, monument istoric.
- Biserica "Sf. Ioan Botezătorul" din Caracal, construcție 1768, monument istoric.
- Biserica "Sf. Nicolae" din Caracal, construcție 1863, monument istoric.
- Biserica "Adormirea Maicii Domnului" din Caracal, construcție 1800, monument istoric.
- Biserica "Sf. Treime" din Caracal, construcție secolul al XVIII-lea, monument istoric.
- Biserica "Sf. Nicolae" din satul Comanca, construcție 1785-1798, monument istoric.
- Villa rustica de la Vlădila (1) (sec. II - III p. Chr.).
- Situl arheologic de la Vlădila (Neolitic timpuriu, Cultura Starèevo - Criș, sec. XV - XVI).